# Dietrich von Bülow

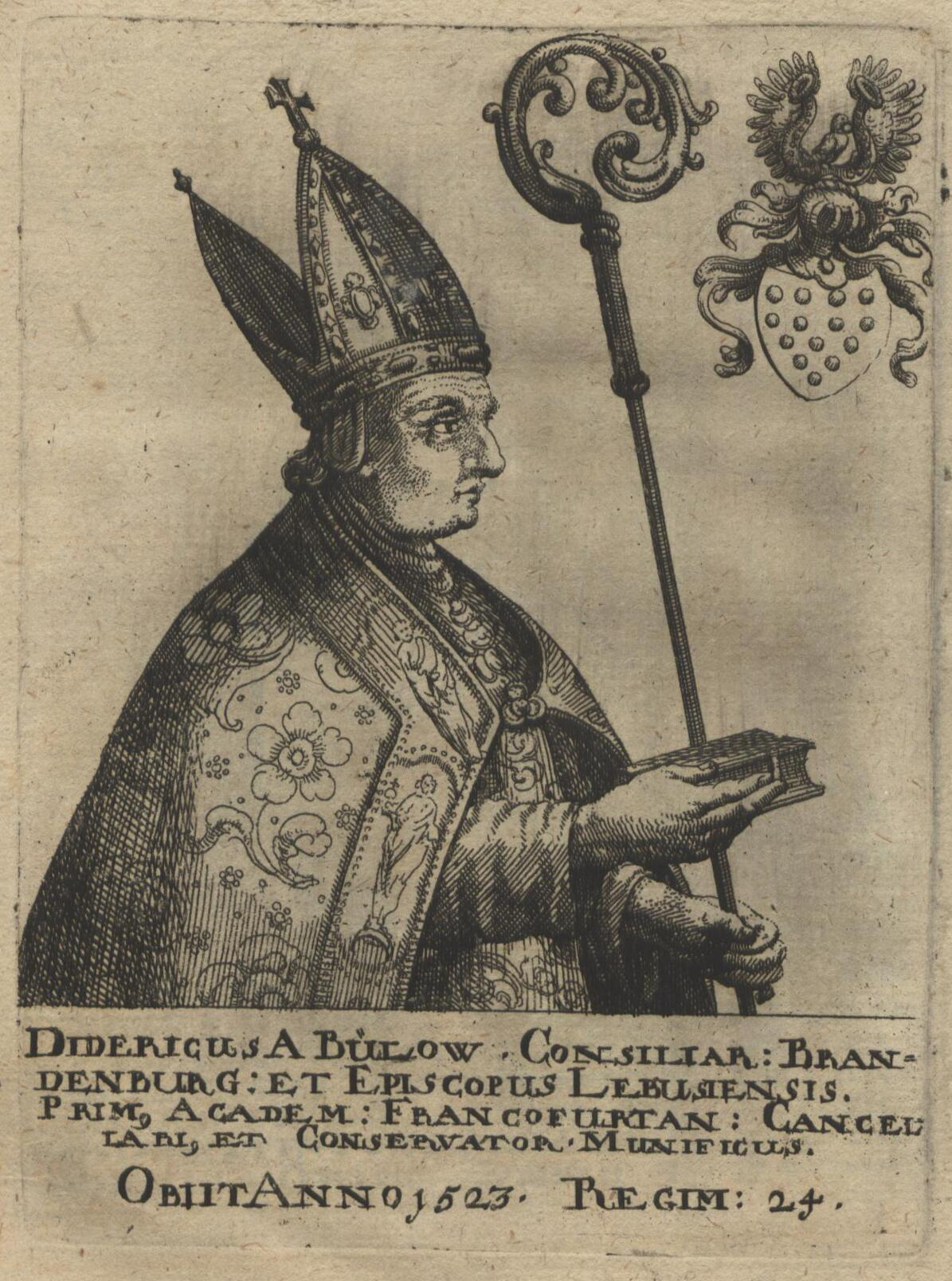
Dietrich von Bülow in Martin Friedrich Seidels Bilder-Sammlung von 1671

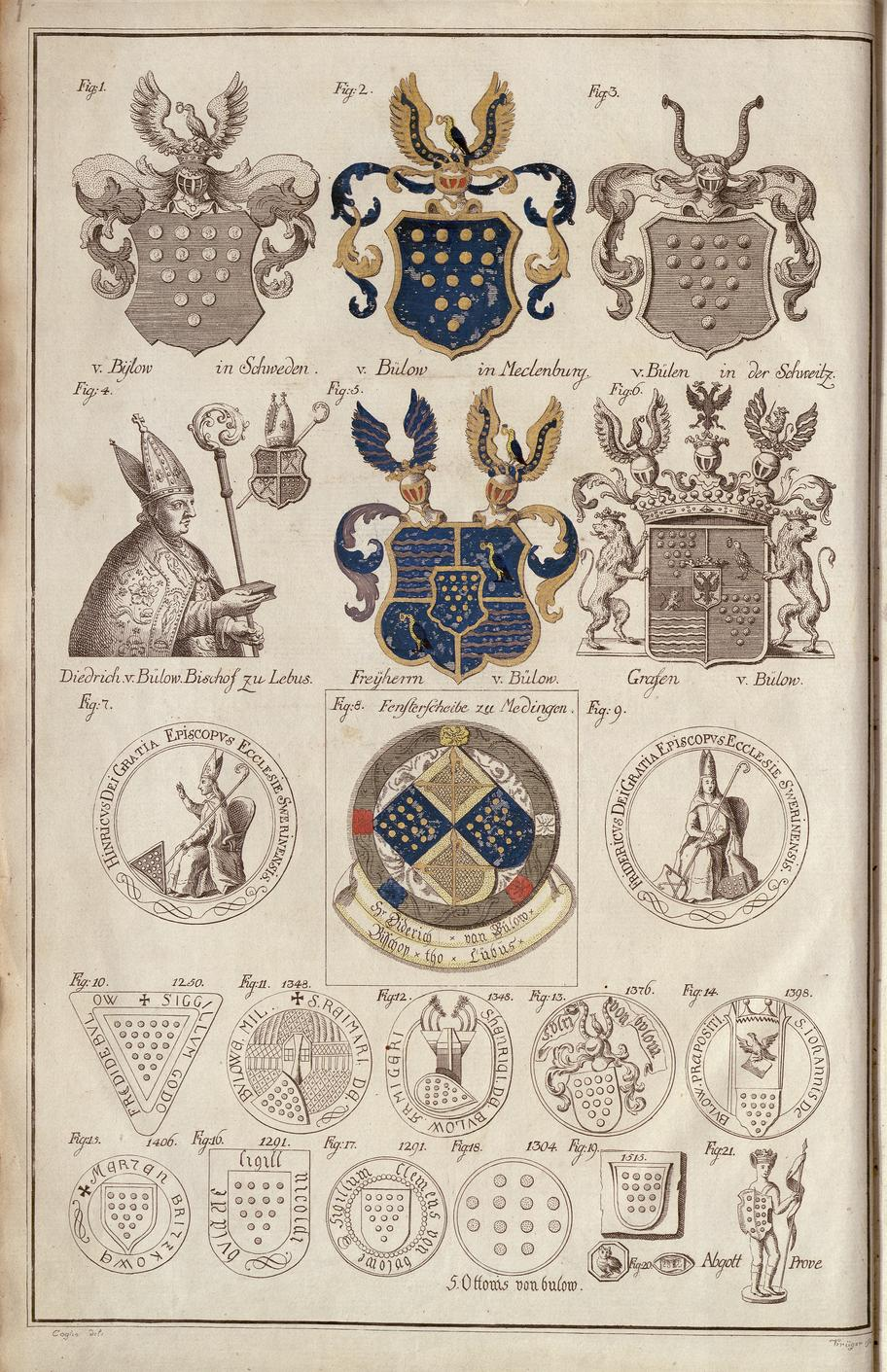
Wappen des Bischofs Dietrich von Bülow (obere Mitte)

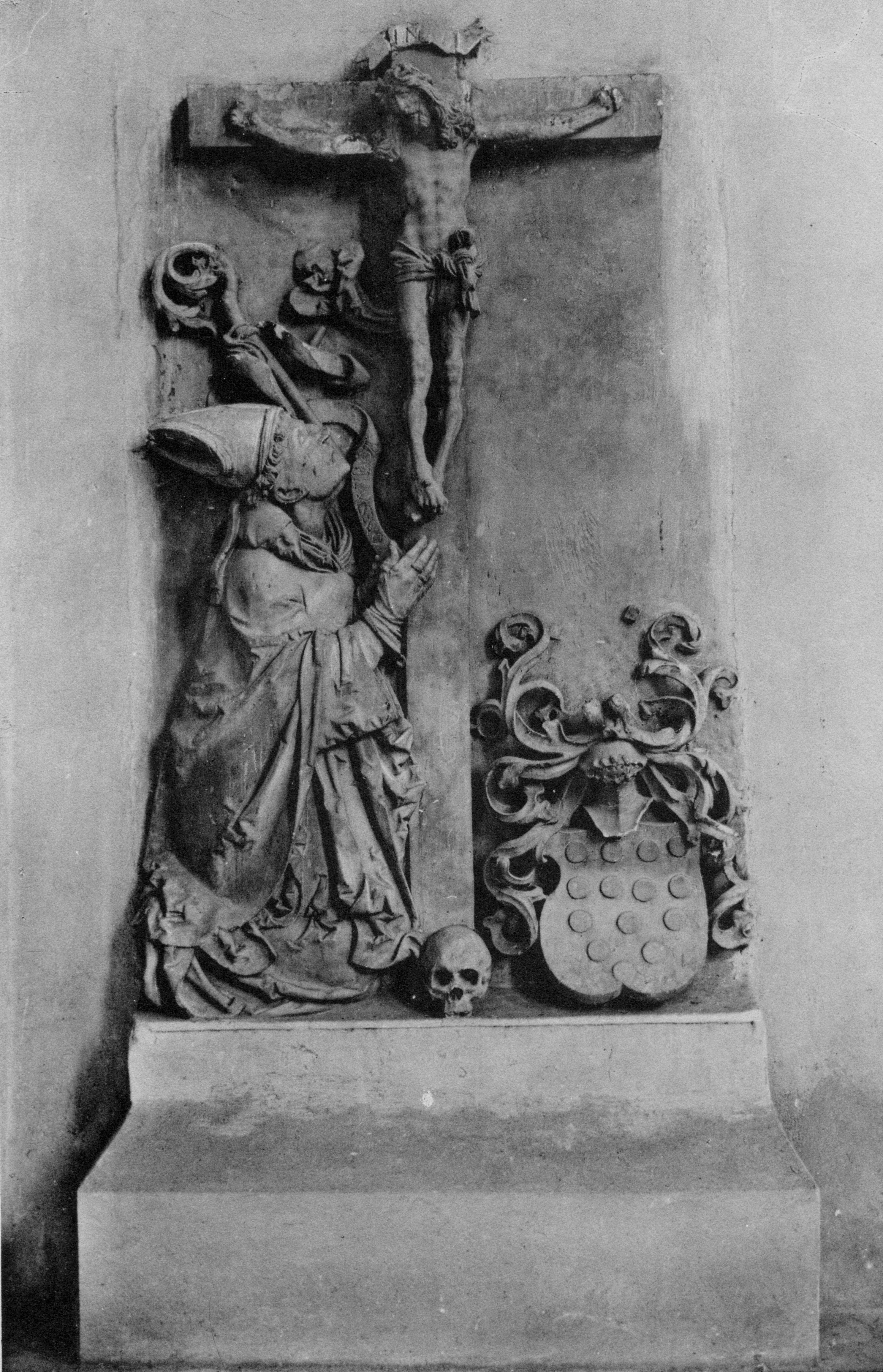
Epitaph in Fürstenwalde

Dietrich von Bülow (* 1460 in Mecklenburg; † 1. Oktober 1523 in Lebus) war ein Bischof des Bistums Lebus-Fürstenwalde.

## Biographie
Er wurde geboren als Sohn des Friedrich von Bülow auf Wehningen im Sächsisch-Lauenburgischen, dieser war fürstlich Braunschweigischer und Mecklenburgischer Rat. Seine Mutter war Sophie von Quitzow. 1472 ging er an die Universität Rostock und erwarb das Baccalaureat der Artistischen Fakultät im Jahre 1477. Dort lernte er auch seinen Freund, den späteren Bischof von Havelberg, Busso von Alvensleben, kennen. Um Recht zu studieren, schrieb er sich 1478 in Erfurt und 1479 in Bologna ein, dort wurde er 1484 zum Dr. des Zivilrechts promoviert. Seit 1479 war er ebenfalls als Kleriker in der Diözese Verden an der Aller eingetragen, 1482 ist er Domherr zu Lübeck.
Um 1487 wird er der Nachfolger seines Freundes Busso von Alvensleben als Kurfürstlicher Brandenburgischer Rat bis zur Errichtung der Universität Viadrina in Frankfurt (Oder) im Jahr 1506, deren erster Kanzler er wurde. Am 20. Oktober 1490 wird er in Fürstenwalde an der Spree (seit 1385 der Bischofssitz) zum Bischof von Lebus gewählt – im Februar 1491 vom Papst bestätigt. 1491 nahm er am Reichstag von Nürnberg teil, 1492 und 1493 an den Verhandlungen in Königsberg/Neumark zwischen Brandenburgischen und Pommerschen Räten. Hier wurde die Basis zur Erbeinigung gelegt, die in den Vertrag von Grimnitz (1529) mündete, der das Herzogtum Pommern zu Preußen führte. Die Burg Grimnitz lag bei Joachimsthal.
1494 trat er als Schlichter zwischen den Herzögen von Braunschweig-Lüneburg und der Stadt Braunschweig auf, 1497 schlichtete er Streitigkeiten zwischen Brandenburg und der Markgrafschaft Lausitz. Er hatte 1502 maßgeblichen Einfluss auf die Reform der Stadtverfassung von Frankfurt (Oder) und half 1514, den Vertrag zwischen dem polnischen König Sigismund I. und Kurfürst Joachim I. zustande zu bringen.
1518 erwarb er für sein Bistum die Herrschaften Beeskow und Storkow von den Herren von Biberstein. Am 23. Januar 1503 weihte er Johann Schlabrendorf zum Bischof des Bistums Havelberg, am 14. Mai 1514 weihte er den Mainzer Erzbischof Albrecht zum Bischof. Ulrich von Hutten widmete ihm das Gedicht Klagen gegen Lötze.
Nach seinem Tod mit 63 Jahren wurde er im Dom Sankt Marien in Fürstenwalde  beigesetzt. Im Sandsteinepitaph findet sich die Inschrift: Sub hoc saxo latent sepulti sineres Reve[re]ndi in Christo Patris et Domini Theodorici de Bulco Episcopi Lubucensis, qui obiit prima Octobris anno salutis 1523, cuius anima requiescat in pace Amen. (deutsch: „Unter diesem Stein liegen begraben die Gebeine des hochwürdigen Vaters in Christo und Herrn Dietrich von Bülow, Bischofs von Lebus, welcher starb am ersten Oktober im Jahr des Heils 1523; dessen Seele ruhe in Frieden. Amen.“)

## Büste in der Siegesallee
Für die Berliner Siegesallee gestaltete der Bildhauer Johannes Götz eine marmorne Büste von Bülows als Seitenfigur zu dem zentralen Standbild für Kurfürst Joachim I. in der Denkmalgruppe 19, enthüllt am 28. August 1900. Die Büste stellt von Bülow als älteren Geistlichen mit feingliedrigen Händen, die ein aufgeschlagenes Buch halten, dar. Den Büstensockel schmückt das Familienwappen und ein Lorbeerfries. In der Banklehne verweist eine allegorische Knabenfigur auf seine Rolle als Erzieher des Prinzen. Der Knabe liest in einem Buch, die Attribute Fernrohr und Sternenhimmel deuten das astronomische Interesse des Kurfürsten an. Ein Relief auf der anderen Büstenseite verweist mit einem betenden Kind vor einem Marienbildnis auf von Bülows Widerstand gegen die Reformation. Von der Büste ist nur der Torso erhalten, der seit Mai 2009 in der Zitadelle Spandau ruht; der Kopf ist verschollen.